# ميليسا فليتشير
ميليسا فليتشير (بالإنجليزية: Melissa Fletcher)‏ هي لاعبة كرة قدم بريطانية، ولدت في 28 يناير 1992 في إنجلترا في المملكة المتحدة. شاركت مع منتخب ويلز لكرة القدم للسيدات. أما مع النوادي، فقد لعبت مع Reading F.C. Women ‏.

## وصلات خارجية
- ميليسا فليتشير على موقع الاتحاد الأوربي (الإنجليزية)
- ميليسا فليتشير على موقع قاعدة بيانات كرة القدم.إي يو (الإنجليزية)
- ميليسا فليتشير على موقع Soccerway.com (الإنجليزية)